# Keng Piao
Keng Piao (čínsky pchin-jinem Gěng Biāo, znaky zjednodušené 耿飚, tradiční 飈飚; 26. srpna 1909 – 23. června 2000) byl čínský komunistický voják, diplomat a politik, účastník čínské občanské války a čínsko-japonské války. Od roku 1950 sloužil v diplomacii jako velvyslanec (ve Švédsku, Pákistánu, Myanmaru a Albánii) a náměstek ministra zahraničí. Roku 1971 přešel do aparátu  Komunistické strany Číny na místo vedoucího oddělení mezinárodních vztahů ústředního výboru KS Číny (do 1979), v letech 1977–1982 byl členem politbyra ústředního výboru KS Číny. V letech 1978–1982 vykonával funkci místopředsedy vlády, poté do roku 1983 státního poradce. V letech 1979–1982 se podílel na vedení ozbrojených sil jako člen stálého výboru ústřední vojenské komise KS Číny a generální sekretář komise (1979–1981) a pak ministr obrany (1981–1982). V letech 1983–1988 byl jedním z místopředsedů stálého výboru Všečínského shromáždění lidových zástupců (parlamentu).

## Život
Keng Piao se narodil 26. srpna 1909 v okresu Li-ling na východě provincie Chu-nan v rolnické rodině. Od roku 1922 pracoval v olověno-zinkovém dole v Šuej-kchou-šanu, jižně od chunanského města Cheng-jang. V roce 1925 vstoupil do Komunistického svazu mládeže Číny. V roce 1926 vedl ozbrojenou vzpouru horníků, která skončila neúspěchem. Poté v roce 1928 zorganizoval a vedl domobranu v Liou-jangu. V srpnu téhož roku vstoupil do Komunistické strany Číny.
V září 1930 se jeho jednotky spojily s 3. sborem 1. frontu Rudé armády a on byl zařazen do 9. divize 3. sboru. V roce 1933 se stal velitelem pluku 2. divize 1. sboru. Účastnil se  Dlouhého pochodu v sestavě 2. divize; počátkem roku 1935 byl povýšen na náčelníka štábu 1. divize 1. sboru. Po příjezdu do severního Šen-si byl v boji těžce zraněn. V roce 1936 absolvoval Protijaponskou vojenskou a politickou univerzitu a byl jmenován náčelníkem štábu 4. sboru 4. frontu, který na svém Dlouhém pochodu právě dorazil do severního Šen-si.
Po vypuknutí  druhé čínsko-japonské války se stal postupně náčelníkem štábu, zástupcem velitele a zástupcem politického komisaře 385. brigády 129. divize 8. pochodové armády. Jeho brigáda obsadila východ provincie Kan-su a zodpovídala za bezpečnost západní hranice komunistické pohraniční oblasti Šen-si-Kan-su-Ning-sia. Studoval na ústřední stranické škole, poté byl přeložen odešel do oblasti Ťin-Čcha-Ťi, kde velel brigádě a pak koloně. V roce 1945 vedl svou jednotku k obsazení Čang-ťia-kou.V roce 1946 se účastnil jednání mezi komunisty a Kuomintangem, po jejich neúspěchu se vrátil do oblasti Ťin-Čcha-Ťi a stal se náčelníkem štábu oblasti. V roce 1948 byl jmenován zástupcem velitele 2. armády (později reorganizované v 19. sbor) v Severočínské polní armádě. Zapojil se do dobývání Tchaj-jüanu.
Po vzniku Čínské lidové republiky byl dán k dispozici ministerstvu zahraničí a jmenován velvyslancem ve Švédsku (1950–1956), poté velvyslancem v Pákistánu (1956–1960), náměstkem ministra zahraničí (1960–1963) a velvyslancem v Myanmaru (1963–1967). V letech 1967–1968 byl pod tlakem radikálních stoupenců kulturní revoluce odvolán z úřadu, roku 1968 se mohl vrátit na ministerstvo a na IX. sjezdu KS Číny v dubnu 1969 byl zvolen členem ústředního výboru strany (znovuzvolen 1973 a 1977, do 1982). V letech 1969–1991 byl velvyslancem v Albánii. V roce 1971 se vrátil do Číny a v lednu toho roku převzal funkci vedoucího oddělení mezinárodních vztahů ústředního výboru KS Číny (do ledna 1979), oddělení mělo na starosti vztahy KS Číny se zahraničními komunistickými a dělnickými stranami.
Dne 6. října 1976 dostal příkaz převzít kontrolu nad vysíláním a televizními stanicemi v Pekingu, a to během puče proti gangu čtyř. Následně dohlížel na propagandistické úsilí KS Číny. Na XI. sjezdu KS Číny v srpnu 1977 byl zvolen členem politbyra (do 1982). Začátkem roku 1978 byl zvolen poslancem Všečínského shromáždění lidových zástupců (znovuzvolen 1983, do 1988). V březnu 1978 byl jmenován místopředsedou státní rady (vlády), měl na starosti zahraniční vztahy, vojenský průmysl, civilní letectví a cestovní ruch. V lednu 1979 přešel z oddělení mezinárodních vztahů ÚV do vedení ozbrojených sil, když se stal členem stálého výboru (do 1982) a generálním sekretářem (do července 1981) ústřední vojenské komise KS Číny. V březnu 1981 byl jmenován ministrem obrany.
V květnu 1982 přešel (s většinou dosavadních místopředsedů) z funkce místopředsedy vlády do nově zřízené funkce státního poradce (do června 1983). V září 1982 na XII. sjezdu KS Číny již nebyl zvolen do ÚV ani do politbyra a ústřední vojenské komise, náhradou se stal členem stálého výboru nově zřízené ústřední poradní komise KS Číny (znovuzvolen 1985 a 1987, do 1992). V listopadu 1982 ho v úřadu ministra obrany zaměnil Čang Aj-pching. V červnu 1983 odešel z vlády do parlamentu, když byl zvolen místopředsedou stálého výboru Všečínského shromáždění lidových zástupců a předsedou zahraničního výboru shromáždění. Obě funkce zastával do konce volebního období (tedy do dubna 1988).
Zemřel v Pekingu 23. června 2000. Byl pohřben na Papaošanském revolučním hřbitově.